# Diplospora
Diplospora là một chi thực vật có hoa trong họ Thiến thảo (Rubiaceae).

## Loài
Chi Diplospora gồm các loài: